# Трифон (село)
Три́фон — село в Антроповском районе Костромской области России, входит в состав Котельниковского сельского поселения.

## Общие сведения
Село расположено в 40 км к юго-западу от районного центра Антропово, при впадении реки Саха в реку Кусь.

## История
Местность, где расположено село, в древности входила в состав Атуева стана. Название стана сохранилось в наименовании бывшего погоста «Никольского, что в Лтуеве». С начала XVII века село Трифон было известно благодаря наличию деревянной церкви во имя «мученика Трифона на реке Сахе». Своё название село получило именно по этому храму.
Согласно переписи 1628 года, земли в Атуевом стане, включая территорию будущего села, принадлежали нескольким помещикам: Кадниковым, Перелешиным, Шиповым. Среди владельцев также числился «ротмистр немецкий Денис Петрович Фон-Висин» — предок известного русского писателя Д. И. Фонвизина. Этот ротмистр был внуком Берндта фон Висина, немецкого рыцаря, попавшего в плен во времена Ивана Грозного. Земельные владения в Атуевом стане Денис Петрович получил за участие в боевых действиях против польских интервентов в период Смутного времени в начале XVII века.
В 1826 году в селе был возведён каменный Храм Сретения Господня. Помимо главного престола, он имел приделы во имя Николая Чудотворца и мученика Трифона. Храм увенчан трёхъярусной колокольней. В настоящее время церковь действует и имеет статус памятника архитектуры федерального значения.

## Население
| 2008 | 2010 | 2014 |
| ---- | ---- | ---- |
| 168  | ↘157 | ↗173 |

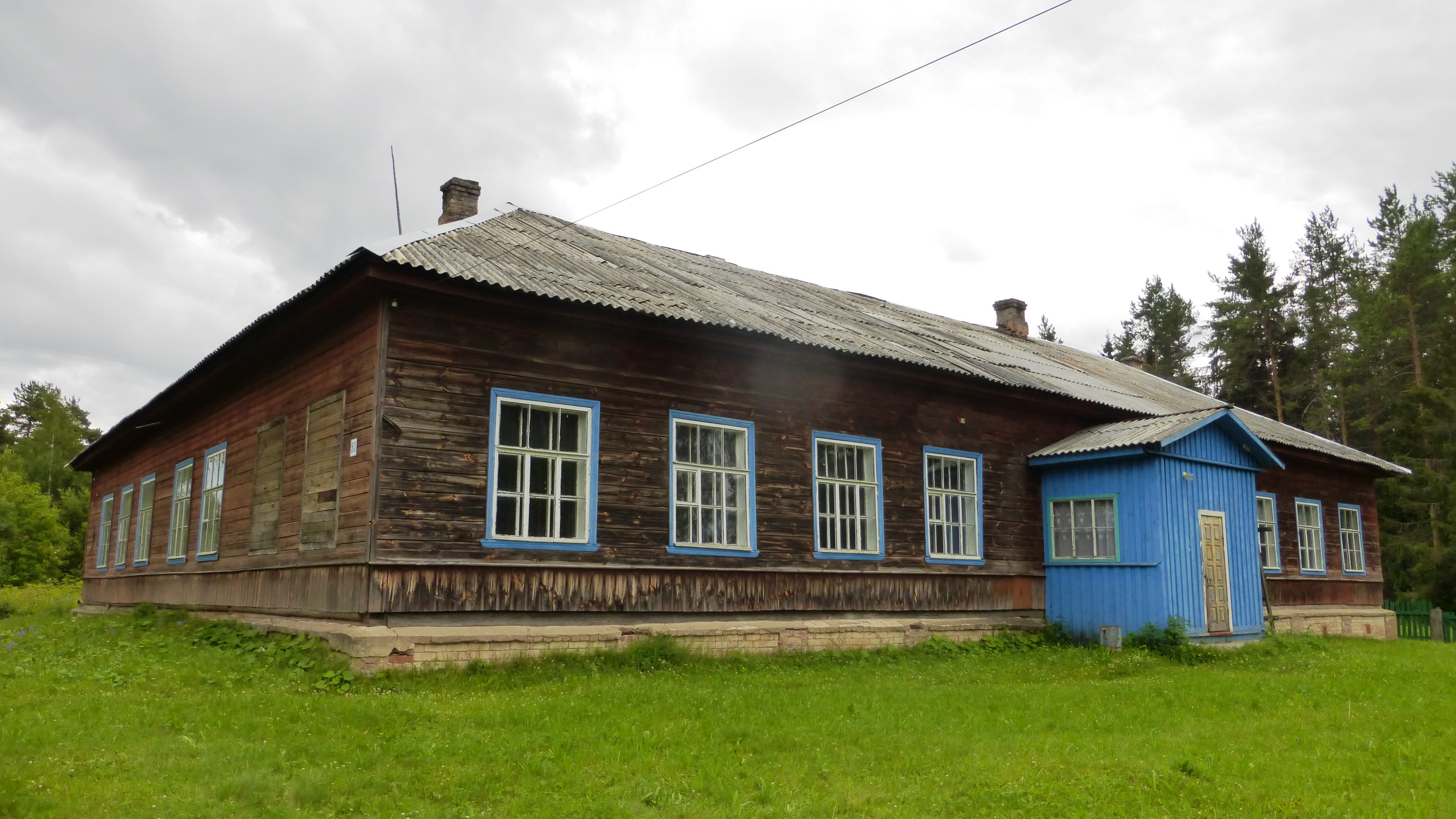
Здание школы
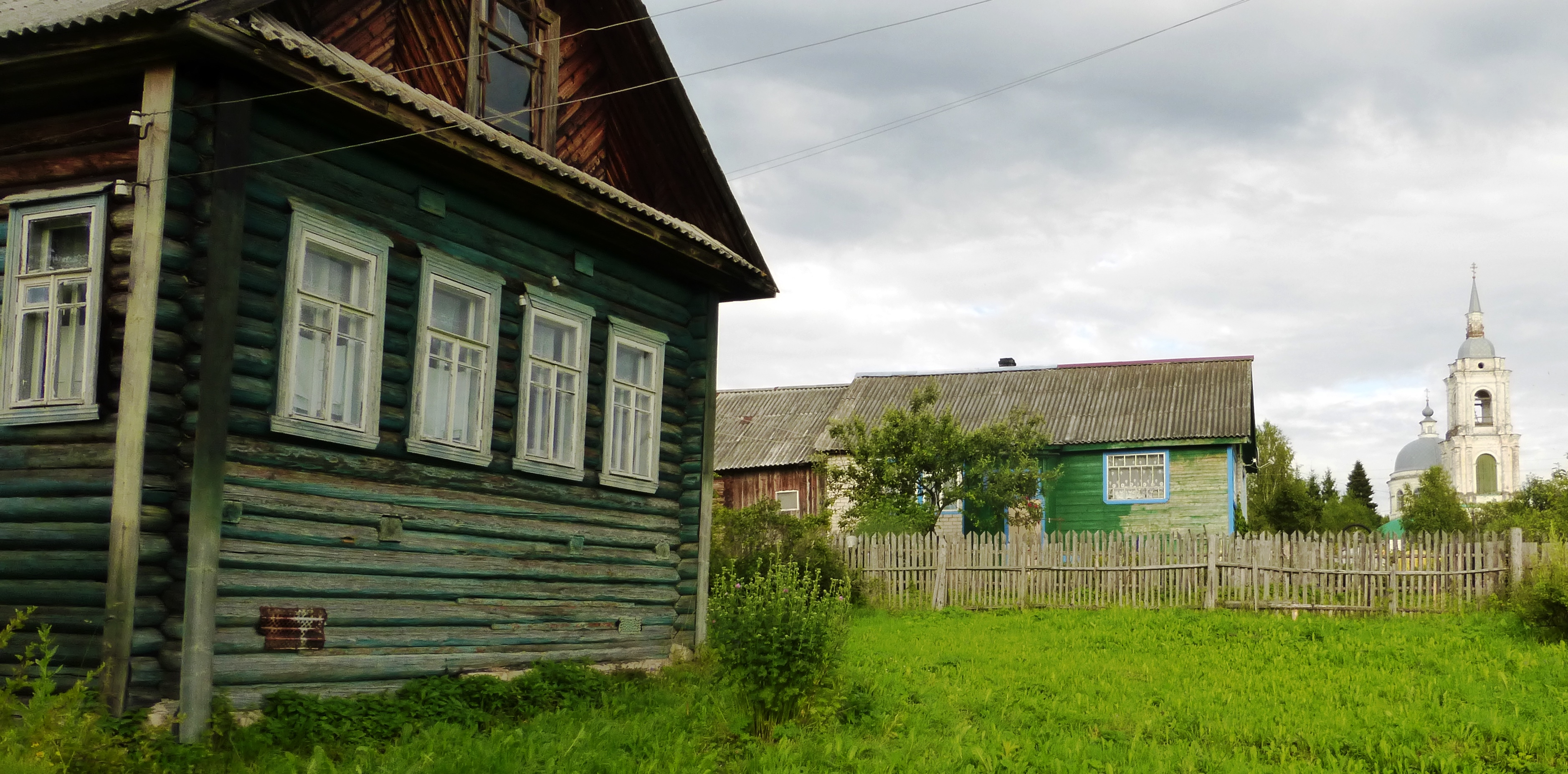
Жилые дома
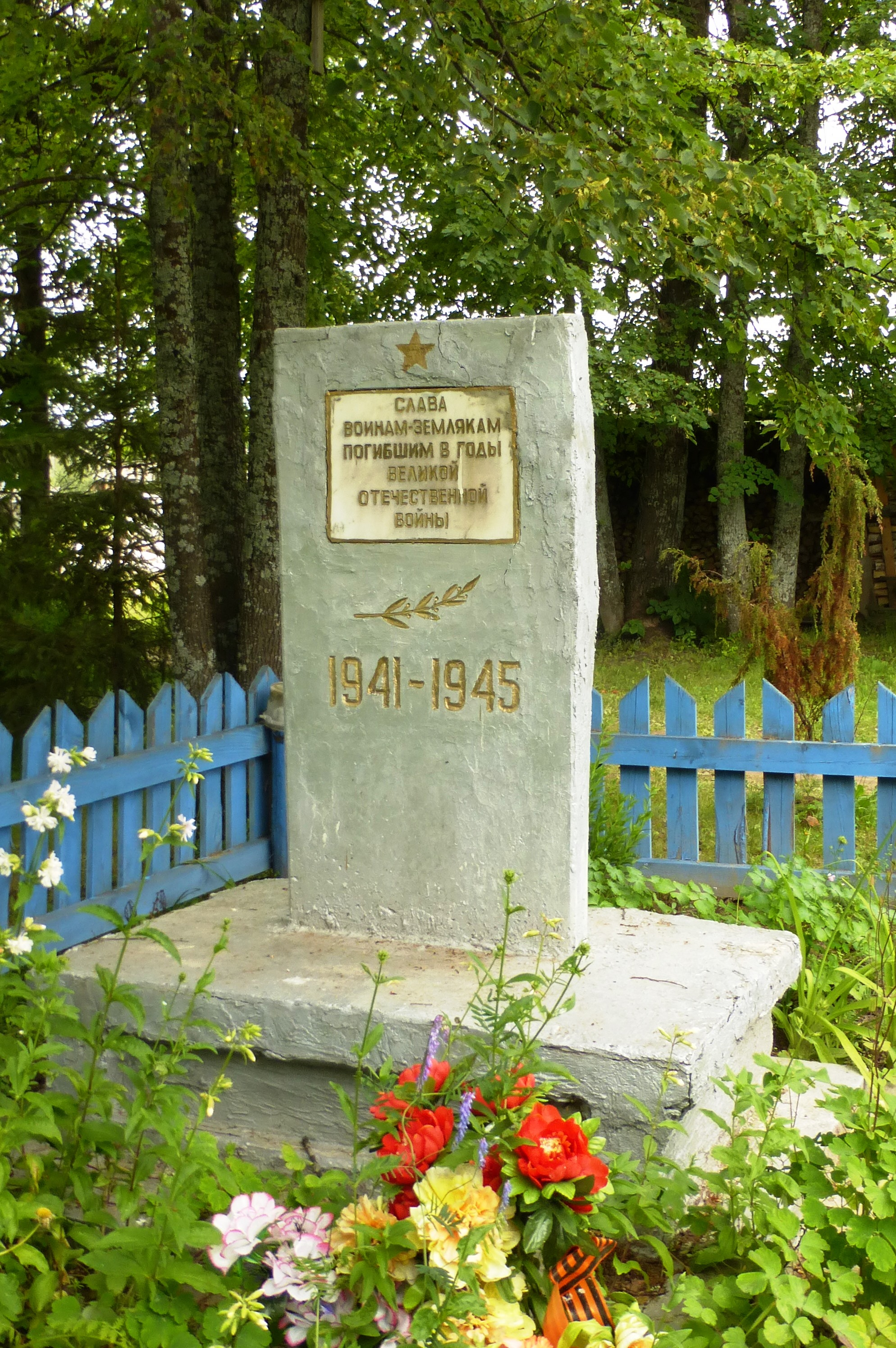
Памятный знак